# Andrej Hauptman
Pour les articles homonymes, voir Hauptman.
Andrej Hauptman est un ancien coureur cycliste slovène, né le 5 mai 1975 à Ljubljana. Après sa carrière, il devient entraîneur et sélectionneur de l'équipe nationale masculine de Slovénie. Il est actuellement le directeur sportif de l'équipe UAE Emirates XRG.

## Biographie
Très bon sprinteur, Andrej Hauptman commence sa carrière professionnelle en 1999 chez Vini Caldirola. L'année suivante, il est champion de Slovénie sur route et remporte le Grand Prix de Fourmies. En 2001, il devient le premier coureur slovène à remporter une médaille aux championnats du monde de cyclisme, en remportant la médaille de bronze sur la course en ligne à Lisbonne, devancé par Óscar Freire et Paolo Bettini. La même année, il est cinquième de la HEW Cyclassics et de Paris-Tours, deux manches de la Coupe du monde.
En 2002, à Zolder, il se classe quatrième du championnat du monde sur route. Il participe à deux reprises aux Jeux olympiques : 24e en 2000 et 5e en 2004. Il participe à  trois reprises au Tour de France, mais ne l'a jamais terminé.
Il est par ailleurs interdit de départ sur le Tour de France 2000 pour un hématocrite trop élevé, pouvant indiquer un dopage sanguin avec de l'EPO,,.
À la fin de 2005, il terminé sa carrière dans les équipes ProTour et en 2006 il met un terme à sa carrière cycliste avec l'équipe slovène Radenska Powerbar.
Après s'être retiré de la compétition, il devient entraîneur en cyclisme. Il est également durant deux saisons directeur sportif de l'équipe Synergy Baku Project. En février 2017, il devient sélectionneur de l'équipe nationale masculine de Slovénie. Il est notamment l'entraîneur de Tadej Pogačar, vainqueur du Tour de France 2020 et 2021.

## Palmarès
- 1996
  - 3e du Trofeo Zssdi
- 1997
  - Classement général de la Jadranska Magistrala
  -  Médaillé d'argent de la course en ligne aux Jeux méditerranéens
  - 5e du championnat du monde sur route espoirs
- 1998
  - Tour de Slovaquie :
    - Classement général
    - 6e étape

  - 2e et 7e étapes du Tour de Slovénie
  - 1re étape du Tour d'Autriche
- 2000
  -  Champion de Slovénie sur route
  - Grand Prix de Fourmies
  - 3e du Delta Profronde
- 2001
  - Jadranska Magistrala :
    - Classement général
    - 3e étape

  -  Médaillé de bronze du championnat du monde sur route
  - 5e de la HEW Cyclassics
  - 5e de Paris-Tours
- 2002
  - 4e du championnat du monde sur route
- 2004
  - 3e du championnat de Slovénie sur route
  - 5e de la course en ligne des Jeux olympiques
  - 9e de la HEW Cyclassics
- 2005
  - Grand Prix Šenčur

## Résultats sur les grands tours

### Tour de France
3 participations
- 2000 : non-partant
- 2002 : abandon (12e étape)
- 2003 : abandon (14e étape)

### Tour d'Italie
2 participations
- 2001 : 56e
- 2004 : 82e

## Distinctions
- Sportif slovène de l'année : 2001